# Saint-Agil
Saint-Agil är en kommun i departementet Loir-et-Cher i regionen Centre-Val de Loire i de centrala delarna av Frankrike. Kommunen ligger i kantonen Mondoubleau som tillhör arrondissementet Vendôme. År 2018 hade Saint-Agil 279 invånare.

## Befolkningsutveckling
Antalet invånare i kommunen Saint-Agil
| Referens: INSEE |